# Козак Олександра Іванівна
Козак Олександра Іванівна (нар.18 березня 1947, Харків) — українська музикознавиця, педагог. Кандидат філософських наук (1978), доктор мистецтвознавства (2010), доцент (1984), професор (2012).

## Біографія
Олександра Іванівна Козак народилася 18 березня 1947 року у Харкові. Навчалася в Харківській середній спеціалізованій музичні школі-інтернаті. Закінчила Харківський інститут мистецтв у 1970 році за спеціальністю «музикознавство» (клас І. Золотовицької). У 1972 році почала викладати у Харківському державному інституті культури.
У 1977 році захистила кандидатську дисертацію «Драматическое как эстетическая проблема».
Протягом 1982—1994 років обіймала посаду завідувачки кафедри теорії музики і фортепіано. У 1994—2010 роках — доцент, від 2010 — професор кафедри теорії музики і фортепіано.
Викладала музично-теоретичні курси у Харківському педагогічному інституті ім. Г. С. Сковороди, Харківському національному університеті мистецтв ім. І. П. Котляревського, Харківській середній спеціалізованій школі-інтернаті. У ХДАК працювала до 2016 року.
Сфера наукових інтересів стосується теоретичних питань сучасного мистецтвознавства та музичної конфліктології, теорії й історії музичної культури України та Харкова, філософії мистецтва, естетики та культурології.
Брала участь в міжнародних наукових конференціях, конгресах, симпозіумах в Україні та за її межами. Брала участь в міжнародних наукових конференціях музичного фестивалю «Харківські асамблеї», входила до складу журі мистецьких оглядів, конкурсів, була прес-секретарем міжнародного музичного фестивалю «В гостях у Айвазовского» (Харків-Феодосія, 2002—2010).
У 2010 році захистила докторську дисертацію «Феномен конфлікту в симфонічній драматургії: мистецько-культурологічні виміри» (науковий консультант — професор І. І. Польська).
Науковиця входила до складу спеціалізованої вченої ради Харківської державної академії культури із захисту докторських дисертацій та є членом спеціалізованої вченої ради К 64.871.01 по захисту дисертацій на здобуття наукового ступеня кандидата мистецтвознавства за спеціальністю 17.00.03 «Музичне мистецтво» Харківського національного університету мистецтв імені Івана Котляревського.

## Основні праці
- Структура значення афективного протиріччя в інструментальній музиці / О. І. Козак // Культура України. — Харків : ХДАК, 2004. — Вип. 13 : Мистецтвознавство. Філософія. — С. 152—162.

- Особливості старовинної поліфонії : навч. посіб. / О. І. Козак ; Харків. держ. акад. культури. — Харків : ХДАК, 2005. — 87 с.
- Конфлікт у музиці : симфонічні інверсії в соціокультурному просторі : монографія / О. І. Козак ; М-во культури і туризму України, Харків. держ. акад. культури. — Харків : ХДАК, 2009. — 282 с.
- «Конфліктна ситуація» як модель симфонічної драматургії / О. І. Козак // Культура України: зб. наук. пр. / М-во культури і туризму України, Харків. держ. акад. культури, [Акад. мистецтв України, Ін-т культурології]. — Харків, 2010. — Вип. 31. — C. 260—270.
- Еволюція наукових поглядів на «конфлікт» : від соціологізації до психологізації / О. І. Козак // Вісн. Харків. держ. акад. дизайну і мистец. [Сер.]. Мистецтвознавство: [зб. наук. пр.]. — Харків, 2011. — № 1. — С. 176—179.
- Формування симфонічної драматургії в європейській музиці / О. Козак // Аркадія. — Одеса, 2011. — № 3. — С. 24–28.
- Педагогічна та композиторська діяльність І. С. Польського / О. І. Козак // Мистецька освіта : історія, теорія, технології. — Харків, 2015. — С. 28–94.
- Трансформації семантичних факторів музичної виразності / О. Козак // Проблеми взаємодії мистецтва, педагогіки та теорії і практики освіти: зб. наук. ст. / М-во культури України, Харків. нац. ун-т мистецтв ім. І. П. Котляревського ; [редкол.: Вєркіна Т. Б. та ін.]. — Харків: С. А. М., 2014. — Вип. 41 : Класика в сучасній культурі. — С. 59–67.